# Dekanat Wilamowice
Dekanat wilamowicki – jeden z 23 dekanatów katolickich wchodzących w skład diecezji bielsko-żywieckiej, w którego skład wchodzi 9 parafii.

## Przełożeni
- Dziekan: ks. Stanisław Morawa
- Wicedziekan: ks. Jan Baran
- Ojciec duchowny: o. Piotr Cuber OFMConv[1]
- Duszpasterz Służby Liturgicznej: ks. Mariusz Chwedczuk
- Dekanalny Wizytator Katechizacji: ks. Janusz Tomaszek
- Dekanalny Duszpasterz Rodzin: ks. Józef Jakubiec
- Dekanalny Duszpasterz Młodzieży: ks. Dariusz Ludwin

## Parafie dekanatu Wilamowice
- Bestwina: Parafia Wniebowzięcia NMP
- Bestwinka: Parafia Świętego Sebastiana
- Dankowice: Parafia Świętego Wojciecha
- Hecznarowice: Parafia Świętego Urbana
- Janowice: Parafia Świętego Józefa Robotnika
- Kaniów: Parafia Niepokalanego Serca NMP
- Pisarzowice: Parafia Świętego Marcina
- Stara Wieś: Parafia Podwyższenia Krzyża Świętego
- Wilamowice: Parafia Przenajświętszej Trójcy